# Księga Kapłańska
Księga Kapłańska [Kpł], Trzecia Księga Mojżeszowa [3 Mojż], (hebr. ויקרא (Wajikra) – „zawołał" – od pierwszych słów księgi, gr. Λευιτικόν Leuitikon z Septuaginty, w nawiązaniu do Lewitów) – trzecia księga Pisma św. (przed nią jest Księga Wyjścia) i Pięcioksięgu, a tym samym Starego Testamentu.
Nazwa księgi pochodzi od jej głównego tematu, czyli opisu obrzędów i zachowań związanych z oddawaniem czci Jahwe, prawa oraz opisu ofiar za grzechy. W Księdze Kapłańskiej opisano bardzo mało Wydarzeń.
Jednymi z najważniejszych słów Księgi Kapłańskiej są wielokrotnie powtarzane słowa Bądźcie świętymi, bo Ja jestem święty!. Z tego też powodu rozdziały 17–26 wyodrębnia się jako tzw. Kodeks Świętości.

## Treść
- Ofiary 
  - całopalne ze zwierząt (rozdział 1)
  - pokarmowe – bezkrwawe (rozdział 2)
  - biesiadne (rozdział 3)
  - przebłagalne (rozdział 4 i 5)
  - przepisy dodatkowe – (rozdział 6)
  - zadośćuczynienia (rozdział 7)
- Przekazanie czynności kapłańskich lewitom - Aaronowi (rozdział 8)
- Początek służby kapłanów (rozdział 9)
- Wykroczenia Nadaba i Abihu, synów Aarona (rozdział 10)
- Określenie zwierząt czystych i nieczystych (rozdział 11)
- Przepisy, jak postępować z trądem (rozdziały 13 i 14)
- Przepisy związane z życiem seksualnym (rozdziały 15 i 18)
- Ustanowienie Dnia Przebłagania (rozdział 16)
- Przepisy związane z życiem codziennym (tzw. Kodeks Świętości) (rozdziały 17–26)
- Szabat, rok szabatowy oraz inne święta żydowskie (rozdziały 23–25)
- Przepisy związane z niewolnictwem (rozdział 25)
- Zakończenie – przepisy na temat ślubów (rozdział 26)

Dalsze wydarzenia opisuje Księga Liczb.